# Christen Lindencrone
Christen Lindencrone nato Christian Jensen Lintrup (Løgstør, 24 dicembre 1703 – Gjorslev, 17 agosto 1772) è stato un mercante e supercargo danese della Compagnia asiatica danese.
Possedeva il  castello Gjorslev  su Stevns e costruì la Lindencrone Mansion (Lindencrones Palæ) su Bredgade a Copenaghen. Fu nobilitato nel 1757 con il cognome Lindencrone.

## Biografia
I suoi genitori erano Jens Christensen Lendrup (ca. 1668-1716) e Anne Povelsdatter. Partecipò come secondo assistente sulla nave Cron Printz Christian al primo viaggio della Compagnia asiatica danese in Cina nel 1730. Nel 1738 era stato promosso a 1° supercargo con responsabilità di carico e acquisto delle merci. Era diventato un uomo ricco quando completò il suo quinto viaggio in Cina nel 1740-1742.

## Onori
Fu nominato consigliere (Kammerråd) nel 1743, nominato membro del Consiglio di giustizia  Justitsråd) nel 1750 e gli fu concesso il titolo di Etatsråd nel 1766. Fu nobilitato nel 1756 con il cognome Lindencrone. La sua proprietà fu trasformata in una proprietà titolata (stamhus), il che significava che non poteva essere venduta o divisa tra eredi.

## Proprietà
Dopo aver completato il suo ultimo viaggio in Cina, nel 1742, acquistò le tre proprietà Gjorslev, Søholm ed Erikstrup e ristrutturò gli edifici trascurati delle tenute che facevano parte del distretto di cavalleria di Tryggevælde. Era noto per trattare bene i contadini nelle sue proprietà, per aver introdotto riforme agricole e per la costruzione di scuole per i figli dei suoi dipendenti.
Nel 1751 costruì un palazzo di città nel nuovo quartiere Frederiksstaden di Copenaghen. Fu costruito all'angolo tra Bredgade e Sankt Annæ Plads su progetto del principale architetto Nicolai Eigtved e con l'uso della pietra calcarea delle sue tenute a Stevns.

## Vita privata
Sposò Mette Holmsted (1722-1793) il 7 novembre 1742 nella Chiesa di Holmen a Copenaghen. Era una figlia del sindaco di Copenaghen Frederik Holmsted (1683-1758) e di sua moglie Anna Martha Holmsted nata Brinck (c. 1696-1758).